# Serie C2 2007/2008
Soutěžní ročník Serie C2 2007/08 byl 30. ročník čtvrté nejvyšší italské fotbalové ligy. Soutěž začala 26. srpna 2007 a skončila 8. června 2008. Účastnilo se jí celkem 54 týmů rozdělené do tří skupin po 18 klubech. Z každé skupiny postoupil vítěz přímo do třetí ligy, druhý postupující se probojoval přes play off.
Kluby které měli sestoupit (AS Pizzighettone, Rovigo Calcio, Polisportiva Val di Sangro a AS Andria BAT) nakonec zůstali v soutěži i v příští sezoně.